# Варужан, Даниэл
Даниэ́л Варужа́н (з.-арм. Դանիել Վարուժան, настоящая фамилия — Чубуккаря́н (з.-арм. Չպուքքարեան или Չպուգքեարեան); 20 апреля 1884 — 26 августа 1915) — армянский поэт, просветитель, литературный критик. Один из наиболее значительных армянских поэтов XX века, видная фигура неоромантического течения в западноармянской литературе, крупнейший представитель западноармянского «языческого литературного движения» начала XX века. Зверски убит в ходе геноцида армян.

## Биография

### Детство и юность
Родился 20 или 21 апреля 1884 года в западноармянском селе Бргник (з.-арм. Բրգնիկ или Բրքնիկ) вилайета Сивас Османской империи в бедной крестьянской семье. Старший сын Крикора Чибуккяряна и Такуи Багдикян. Всего в семье было четверо детей и все сыновья: Даниэл, Ваан (Վահան), Бедрос (Պետրոս) и Аршаг (Արշակ). Аршаг был самым младшим и на 24 года моложе Даниэла; ему было всего два года, когда Варужан женился). Будущего поэта назвали Таниэлем (восточноармянское произношение — Даниэл), в честь дедушки его матери (позже поэт оживит отважный характер своего предка в эпической поэме «Евкит Тонел»). Другой источник сообщает, что отец поэта, будучи хорошо образованным человеком, читал в церкви ветхозаветную книгу пророка Даниила, когда родственники сообщили ему о рождении сына, что и привело к выбору имени. Согласно другим источникам, имя поэта при рождении было Варужан Чубуккарян.
Детство Даниэла прошло в деревне Бргник. Его воспитанием занимались в основном мать-домохозяйка и бабушка. Даниэл тосковал по отцу, который часто отсутствовал дома, так как ему приходилось работать то тут, то там, но чаще всего в Константинополе (ныне Стамбул), чтобы прокормить живущую в нищете семью. Читать и писать будущий поэт научился довольно поздно, в 10 лет, в приходской школе Бргника. Он был ненамного старше, когда его отца арестовали в 1896 году во время Хамидийской резни. У семьи долгое время не было никаких сведений о нём. Забота о семье полностью легла на мать и бабушку. Потом Такуи решилась поехать с 12-летним Даниэлем в Константинополь на поиски мужа и нашла его после долгих поисков в тюрьме.
Во время этих поисков Такуи также удалось поместить Даниэла, только что изучившего армянский алфавит, в начальную школу-интернат католической конгрегации мхитаристов в Сакиз-Агаджи в Константинополе. Мальчик был глубоко потрясён, увидев своего отца, закованного в цепи, в тюрьме. Одновременно он стал свидетелем частых актов насилия и резни армян на улицах Константинополя. Это мрачное время и его свидания с отцом в тюрьме отражены в стихотворении «В тюрьме моего отца». Даниэл пытался сообщать отцу о событиях, происходивших дома: о смерти бабушки, о болезни матери, страдающей туберкулёзом, и о засыхании куста садовой розы, когда солдаты забрали его отца обратно в тюрьму. Когда отец освободился из тюрьмы и устроился работать в трактир в Константинополе, у Даниэла появилась возможность часто видеться с отцом. Варужан писал: «Каникулы я обычно проводил с отцом в «Хавлар Хане», слушая вздохи печали армян-эмигрантов и трепет их ран». Признательность отцу за его знания и образованность очевидна в письме Даниэла из Венеции к матери: «Оставь образование моего брата моему отцу, просто люби и заботься о нём. Счастлив ребёнок, у которого отец-воспитатель и заботливая мать; поверь мне, я знаю, о чём говорю».
Будучи подростком, Даниэл стал свидетелем массовых убийств, нищеты, преследований и горя эксплуатируемых людей, их повседневных страданий, что отразилось потом в его первом поэтическом сборнике.
После окончания начальной школы Даниэл продолжил учёбу в Мхитаристской школе Кадыкёя, где большое влияние на него оказал его армянский учитель, о. Аристакес Каскандилян. Отец Каскандилян поощрял творчество своих учеников и редактировал первые поэтические опыты Даниэла. Варужан начал писать с 1898 года и к 1902 году подготовил к печати сборник «Букет цветов, или Напевы бргникца», который он не смог издать из-за недостатка средств. Молодой поэт писал: «Я смешал свою душу и своё сердце с цветами этого моего букета, так как я очень люблю цветы».

### Учёба в Европе
Даниэл ещё не окончил школу, когда по рекомендации о. Каскандиляна его отправили как отличника в колледж Мурад-Рафаелян в Венеции, известную армянскую школу мхитаристов. В своей рекомендации учитель написал: «Позаботьтесь о нём, я посылаю нового Мгрдича Бешигташляна». Хотя четыре года учёбы в Венеции (с 1902 по 1905 год) дались Варужану довольно тяжело, они сильно повлияли на его интеллектуальное становление. Он продолжал писать стихи, в основном о Хамидийских зверствах, тяжёлой жизни экспатриантов и преследованиях, которые наблюдал на работе у своего отца.
В 1904 году начал литературную деятельность; начал печататься в том же году. Первый сборник Варужана «Содрогания» вышел в свет в 1906 году в Венеции.
В 1905 году как исключительный студент Варужан был отправлен в Бельгию для получения высшего образования в Гентском университете, расходы на который взял на себя Орден Мхитаристов. Согласно его письмам, бо́льшую часть времени конгрегация платила довольно поздно, что ставило его в затруднительное положение. С 1905 по 1909 год поэт учится в университете на историко-филологическом факультете, продолжая заниматься поэтическим творчеством. Его многочисленные произведения публикуются в армянской периодической печати, издаваемой во Франции, Египте, Болгарии, Италии и других странах. Во время своего пребывания в Генте Варужан часто читал лекции об армянском народе и Армении.
В Генте Варужан потерпел своё первое поражение в любовных отношениях, безответная любовь оставила его чувствовать себя обманутым и отчаянным. Печаль долго преследовала его, однако он очнулся от неё, прочитав только что изданную в Женеве книгу Сиаманто (Атома Ярджаняна) «Армяне» (з.-арм. Հայորդիներ). Боль и убийства армян рассеяли его личную депрессию: «Когда армяне тонули в кошмаре меча и голода, я не хотел поддаваться своей личной боли и предпочёл петь сердцем своего народа». В течение следующих нескольких лет его связь с Сиаманто стала более тесной в творческом и личном плане. Они встретились, как писал Сиаманто, «на прекрасных берегах Немана». В 1913 году в Константинополе Варужан прочитал лекцию о поэзии Атома Ярджаняна. Их дружба продолжалась вплоть до их убийства младотурками.

### Возвращение в Турцию

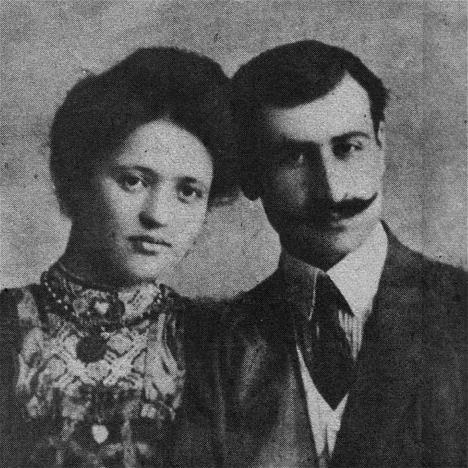
Даниэл Варужан с женой Аракси.

По окончании университета, летом 1909 года, Варужан возвращается в Сивасский вилает, уже имея репутацию славного поэта (к примеру, после восстановления Османской конституции в июле 1908 года Ваграм Папазян прочёл его стихотворение «Резня» на армянском кладбище Шишли (Шишли, Константинополь) перед многотысячной толпой в День памяти армянских мучеников 1896 года). О своём возвращении он писал Аршаку Чобаняну: «Завтра я отправляюсь в Венецию, затем в Константинополь, а затем в Бргник, чтобы поставить печать своих экспатриированных ног на чернозёме Себастии. Я до сих пор не могу понять, какие следы Европа оставила в моих мозгах и манерах. До свидания, уважаемый господин Чобанян, я напишу вам с родины. (Гент — 25 июля 1909 г.)». Акоп Ошакан вспоминал о Варужане: «Он был милым молодым человеком, когда я познакомился с ним, несмотря на Европу, откуда он приехал после окончания своей учёбы. В нём не было усталости и бессмысленного гонора молодых людей, которые поглощали Европу. Он верил в наши ценности и роль традиций, как и все его друзья, но ему и в голову не приходило превратить эту веру в пьедестал или трон славы».
В апреле 1909 года, когда происходит Киликийская резня, а армяне Хаджина и Чорс-Марзпета тем временем сопротивляются массовым убийствам, Варужан в Константинополе издаёт сборник «Сердце нации». Варужан давал не только слова: признавая тяжёлое положение армян за пределами Константинополя и деятельность Армянской революционной федерации по поддержке в провинциях Западной Армении, Варужан вступил в эту политическую партию. С 1909 года Варужан преподаёт армянский и французский языки, армянскую литературу и политэкономию в Арамянской школе Сепастии (з.-арм. Սեբաստիոյ Ազգ. Արամեան վարժարան), а с 1911 года — Евдокии (ныне Токат), где по приглашению работает учителем в национальном лицее Токата.
Чтобы дополнить скудную зарплату учителя, в Себастии Варужан даёт частные уроки армянского и французского языков молодой девушке по имени Аракси́. Она была из богатой семьи Ташджянов, которые желали, чтобы их дочь-дебютантка овладела французским, не отставая от других представителей обеспеченных семей. Им и приглянулся известный поэт, только что вернувшийся домой с европейским образованием. Любовь Варужана к Аракси была взаимной и сильной, но поначалу категорически отвергнута её родителями: согласно местным обычаям того времени, ей было обещано обручение с сыном другой богатой семьи. Занятия внезапно закончились, и родители Аракси с роднёй со стороны потенциального мужа начали поспешно планировать свадьбу в более ранние сроки, чем ранее предполагалось, но Аракси оставалась непреклонной, отказываясь выполнять желания своих родителей. Этот случай стал притчей во языцех среди армян, многие из которых считали инцидент скандальным. Некоторые поддерживали Варужана и хотели, чтобы возлюбленные вступили в брак, другие обвиняли его в соблазнении молодой ученицы.
Наконец, в ситуацию вмешался друг Варужана, известный армянский фидай Мурад Себастаци (до этого Варужан был главным свидетелем на его свадьбе). Авторитет Мурада был таков, что его вмешательство от имени его шафера подавило все сплетни; в сборнике «Языческие песни» поэт посвятит стихотворение «Пегас» «товарищу Мураду и его лошади, бегущей, как молния», проводя сходство между его знаменитой лошадью Асджигом и Пегасом. В конце концов влюблённые поженились. В свадьбе участвовали все жители Бргника. Варужан с уверенностью писал своему другу Теодоросу Лапчинчяну: «Наконец восторжествовала чистая и необузданная любовь, и пьяный Сивас, став зрителем с некоторым интересом, по крайней мере аплодирует моему выбору, и победе её и моей воли. После этого, возможно, ты можешь ожидать от меня новых эмоций и новых песен. Обещаю подарить их, поскольку теперь моя муза умножилась вдвое. Посылаю личное стихотворение, на этот раз о дочери, которую мы любим называть Варужнак (по-армянски: «первенец»), хотя её настоящее имя Вероника. Я посвящаю свой первый отцовский стих твоему ежегоднику. (Токат, 15 мая 1912 г.)».
В 1912 Варужан переезжает с семьёй в Константинополь, где он заведует армянским католическим Просветительским училищем в Пере. В лицее он сократил часы религиозного образования в учебной программе в пользу национального образования по предметам армянского языка и истории. Он утверждал: «Мы — народ, которому угрожают различные угрозы, и нам нужно развивать все наши этнические качества». Его позиция привела к столкновениям с Павлом Петросом XIII Терзяном, католикосом-патриархом, главой Армянской католической церкви. Не обращая внимания на критику, слухи и сплетни, Варужан продолжал свою работу.
В Константинополе поэт издаёт сборник «Языческие песни». Материальную помощь для издания сборника Варужану оказал Ованес Палян, благотворитель из Ростова-на-Дону, поэт и переводчик западноевропейских и русских поэтов (ему посвящён стих «Вот книга...»).

### «Мехьян» и «Навасард»
В 1914 году Даниэл Варужан, Костан Зарян, Кегам Парсегян (будет убит в следующем году, как и Варужан) и Акоп Ошакан объединились для издания литературного журнала «Мехьян» в Константинополе. Варужан был одним из авторов манифеста, опубликованного в первом номере «Мехьяна» (изначально напечатанном 14 декабря 1913 года в еженедельнике «Азатамарт» за подписью Даниэла Варужана, Костана Заряна, Акопа Ошакана, Кегама Парсегяна и Аарона (Татуряна)), который он дописал и перевёл с французского на армянский язык. Первый номер «Мехьяна» вышел в свет в январе 1914 года, но Зарян и Варужан быстро рассорились, на что указывает тот факт, что Варужан покинул группу очень рано, в феврале 1914 года, и что впоследствии его имя в журнале не фигурирует. Акоп Ошакан в своей монографии о Варужане говорит, что «его разрыв с группой был вызван не антагонистическими эстетическими позициями, а непродуктивной чувствительностью [со стороны Варужана] и довольно раздутыми претензиями Заряна, которые Кегам Парсегян и я терпели по той простой причине, что они делали журнал живым и инновационным. Поэтому мы соглашались с позой верховного жреца, которую принял Зарян, какой бы нелепой она ни была». Покинув группу, Варужан редактировал литературный ежегодник «Навасард» вместе с филологом и редактором Акопом Сируни. «Навасард» был также недолговечным журналом, освещающим литературу и искусство в целом, издание которого прекратилось после выхода первого тома в связи с началом Первой мировой войны.
Впоследствии Зарян выпускал тексты, в которых откровенно высмеивал Варужана. Первый из них под названием «Язычество?» появился в четвёртом выпуске «Мехьяна». «Язычество?» принимает форму диалога между двумя персонажами, которых Зарян называет «язычником» и «футуристом». «В первый раз, когда я увидел название твоего жернала, «Мехьян», — говорит «язычник» Заряна, который, очевидно, является Варужаном, — я, естественно, предположил, что ты будешь на нашей стороне и попытаешься воссоздать дух старых религий наших предков». Таким образом, Зарян делает вид, что Варужан был вдохновлён несколько обращённым в прошлое, реставрационным духом, которому он противопоставляет идею искусства настоящего и искусства будущего, заслуживающего, по его мнению, называться «футуристическим» искусством. Ещё в феврале 1914 года в эссе, озаглавленном «Армянский Иисус», Зарян писал, что те, кто пытаются «вернуться к «старым богам», уйдут от этой попытки с пустыми руками, ибо эти старые боги действительно стары — они мертвы. Сама идея «возвращения» — признак интеллектуальной лени». Двенадцатью годами позже, спустя много времени после смерти Варужана, Зарян почувствовал необходимость возродить свою полемику против язычества и проявить свою свирепую, фанатичную неприязнь к Варужану. В «Путешественнике и его дороге» 1926 года присутствуют удивительно оскорбительные пассажи, где Варужан представлен в образе козла, в противовес «поэту-канатоходцу». Но потом в письме к Рубену Тер-Минасяну Зарян сам напишет, что «армянская нация нуждается в Новом Армянине, который или должен воссоздать свои дохристианские, митраистские достоинства, или исчезнуть».
В 1913—1915 годах Варужан работает над сборником «Песнь хлеба», который оказался последней работой поэта. Он был задуман ним когда поэт ещё писал «Языческие песни» в Генте и считается незавершённым. Цикл героических преданий, озаглавленный «Армянская гомериада», и обработка народного эпоса, «Дом сасунцев», также остались неоконченными.
В 1914 у Даниэла и Аракси родился второй ребёнок, сын Армен.

### Убийство
Как видный интеллектуал, Варужан стал одним из первых, кто был арестован и депортирован из Константинополя по приказу Талаат-паши, министра внутренних дел Османской империи, в субботнюю ночь на 24 апреля 1915 года при начальном этапе геноцида армян. Варужан был арестован у себя дома и был одним из первоначальной группы арестованных от 235 до 270 армян — представителей армянской культурной, интеллектуальной, политической и руководящей элиты. Позже он был среди группы примерно из 150 армянских заключенных, содержащихся в тюрьме Чанкыры. Однажды пятеро из этих заключенных были вывезены из тюрьмы Чанкыры на повозке в сторону Анкары. Среди них был Варужан и его близкий друг, на год моложе его, поэт и врач Рубен Севак. По указанию членов младотурецкого комитета в Чанкыры все пятеро были зверски убиты по пути. 26 августа около одного из ущелий села Туней пятеро задержанных сначала были раздеты донага, привязаны к деревьям, замучены ножами и убиты наёмными турецкими преступниками («четтес»). Ровно в тот же день, 26 августа, родился третий ребёнок Варужана, сын Хайгаг.
В течение осенних месяцев 1915 года всё армянское население родного для Варужана Бргника было истреблено. Аракси последовала совету мужа покинуть Константинополь. С помощью и поддержкой Армена Гаро, посла Первой Республики Армения в США, семья переехала в США и поселилась в городе Фресно, штат Калифорния, который привлекал многих армян-иммигрантов. В 1921 году, Аракси вышла замуж за архитектора Жирайра Апикяна, взяв его фамилию. Некоторые родственники семьи приняли Varoujean в качестве своей фамилии, в то время как другие сохранили фамилию Tchiboukerian. В 1963 году дети Варужана вывезли архив отца из Нью-Йорка, пожертвовав его Музею литературы и искусства имени Егише Чаренца в Ереване.
В 1921 году в Константинополе был выдан сборник «Песнь хлеба» при поддержке недавно созданного общества «Навасард». На презентации книги выступили Ваган Текеян и Шаан Берберян; Вероника, дочь Варужана, прочитала отрывок из книги своего отца.

## Творчество
Славу я воспел тростниковым пером.

Посвящаю тебе, отчий край.

Средь платанов его вырезал я ножом.

Посвящаю тебе, древний край.

Я жрецов тростниковым пером воспел.

Свет из горла его заблестел.

Тростниковым пером я воспел тоску.

Посвящаю скитальцам родным.

Этот стебель растет на чужом берегу.

Посвящаю смиренным моим.

Я воспел тростниковым пером невест.

Плач из горла его плыл окрест.

Тростниковым пером воспел я кровь.

Посвящаю вам, жертвы резни.

Оно, словно Феникс, возродилось вновь.

Посвящаю погибшим в те дни.

Тростниковым пером я воспел язвы ран.

В тростнике жило сердце армян.

Тростниковым пером я воспел свой дом.

Посвящаю тебе, отец.

Я его нашёл над засохшим ручьём.

Мать свою воспел я, певец.

Тростниковым пером воспел свой порог,

Шёл из горла пера дымок.

И воспел я борьбу за честь и добро.

Посвящаю армянам-бойцам.

Мех в горниле сердца — перо.

Посвящаю моим храбрецам.

Торжество тростниковым пером я воспел,

Огнь из горла пера летел.
Поэзия Варужана представляет собой синтез романтизма, символизма и традиций армянского фольклора. Литературная карьера Варужана коротка, но отмечена бурным развитием, редкостным тематическим, жанровым и стилистическим разнообразием. В одном из своих писем поэт писал: «Мне доставляет неизменное удовольствие менять струны на лире и обновляться в своём искусстве». Будучи крупным представителем весьма сильного в западноармянской литературе начала XX века неоромантического течения, Варужан с исключительной силой выразил наиболее характерные черты романтической эстетики: сознание трагических противоречий между идеалом и действительностью, резкое недовольство господствующими порядками и страстную мечту о вожделенной цели. Другая черта, сближающая его эстетические воззрения с романтической школой, — прославление мощи и величия, которое воплощается в изображении как природы и вещного мира, так и человеческих страстей и поступков. Хотя в его творчестве преобладает романтическое мироощущение, определённые тенденции варужановского метода говорят о том, что поэт стремился к реализму, как искусству наиболее объективному. Он придерживался убеждения, что «реализм — самый короткий из всех путей к прекрасному» и что, изображая различные эпизоды из жизни природы и человека, нужно одновременно быть «классицистом и символистом, романтиком и идеалистом».
Творчество Варужана оказало влияние на восточно-армянскую поэзию, его стихи переведены на многие языки мира. Согласно Принстонской энциклопедии поэзии и поэтики, поэтические сборники «Сердце нации» и «Языческие песни» считаются двумя самыми важными книгами армянской поэзии  XX века. На русский язык Варужана переводили, среди прочих, В. Брюсов, С. Городецкий, С. Шервинский, А. Ахматова (стихотворение «Первый грех»).

### «Содрогания»
Первый лирический сборник «Содрогания» начинается со стихотворения «Моей музе», где Варужан заявляет о своем желании стать поэтом, но муза предупреждает его, что впереди трудная дорога. Дальше молодой поэт показывает жизнь простого человека, несколько абстрактно воспринимая и изображая жизненные ситуации и людские страсти. Его привлекает крайняя степень человеческих несчастий, на что указывают названия стихотворений сборника: «На пепелище», «Гашиш», «Снежный гроб», «Нищий», «Выкидыш», «Больной» и др. Их герои предстают людьми без определённой национальной и социальной принадлежности. Воспитанный на традициях мхитаристского классицизма, автор «Содроганий» пока ещё отдавал щедрую дань рационалистическим рассуждениям о жизни и смерти, о бренности человека и бессмертии природы.
В стихе «Отец, благослови меня» Варужан признаётся, что считает своего отца источником своего таланта с юности. В последних стихах цикла стаёт очевидна чувствительность поэта к боли и страданиям других. Стихотворение «Снежный гроб» повествует о смерти пьяного бездомного на ступенях дворца, где падающий снег становится гробом для уже замёрзшего мёртвого тела.
В цикле «Погром» (1908) поэт описывает жестокости султанского режима и гонения на армян. Однако некоторые сочинения Варужана показывают, что иногда он мог даже отказаться от всякой сдержанности, перестать быть поэтом скорби и стать просто идеологом власти, силы мифа, силы искусства и, следовательно, по неизбежной необходимости, и власти политической. Это утверждение относится (среди прочего) к прозаическому тексту «Герой», который Варужан опубликовал (или согласился опубликовать) в газете «Азатамарт» в Константинополе в 1909 году.

### «Сердце нации»
Сборник «Сердце нации» ясно выражает националистическую реакцию на период, отмеченный зверствами в отношении к его народу, и обеспечивает Варужану место среди самых знаменательных армянских авторов. Поэт выражается артистично, используя новые поэтические метрики и ритмы, а также палитру языковых текстур, музыкальности и свежей лексики. Открывающее книгу стихотворение «Ода» является своеобразным эпиграфом к ней. Используя образы и формы армянского фольклора языческих времен, поэт посвящает свою написанную «тростниковым пером» песню отчизне, её детям-скитальцам, понесённым ею безвинным жертвам и, наконец, воинам, сражающимся за её свободу. Стихотворение навеяно народной эпической песней, посвященной рождению Ваагна, записанной армянским историком V века Мовсесом Хоренаци и приведённой в его «Истории Армении». Далее следует стихотворение «Немезида», названное автором «прологом», изображающее резьбу статуи богини возмездия. Варужан призывает свой народ поклоняться богине, но уничтожить её статую и культ, как только тирания будет упразднена.
Задав тон всему сборнику, Варужан затем группирует свои стихи по трём разделам: «На алтаре», «На арене» и «Богатырские сказания». В первом разделе преимущественно изображена страдальческая судьба армян в разные времена и в разных обстоятельствах. Варужан со страстью и воодушевлением утверждает, что его соотечественники уже давно являются жертвами османского религиозного фанатизма и шовинизма. Мрачные моменты армянского опыта сменяют друг друга: поэт то останавливается мысленно перед руинами древней армянской столицы Ани, оплакивая утрату народом своей былой мощи и славы, то воспевает пепелища преданных огню домов в Киликии. Поэт доходит и до самых последних бедствий — резне середины 1890-х годов и сиюминутной Адане. Он посвящает скорбные строки угасшим очагам, скитающимся на чужбине соотечественникам, брошенным в застенки бойцам, с гневом говорит об учинённых фанатичной толпой погромах, восславляет дух борьбы и возмездия. В то же время Варужан бесцеремонно хоронит «Бога Лусаворича и Нерсеса».
В последних двух разделах Варужан описывает сцены борьбы и героизма, людей титанической силы и патриотического подвига («В бой», «К мечу богатыря», «Колыбель армян», «Победитель» и др.) С классическим романтизмом Варужана связывает его поиск поэтического в людях внешне простых, но исключительных по своей сути, сильных и гордых, наделённых недюжинным духом и энергией. Такие образы созданы в поэмах «Евкит Тонел» и «Арменуи». Поэма «Арменуи», над которой Варужан работал долгое время, написана по мотивам одного эпизода из армянской истории начала XVII века за свидетельством армянского историка Закарии Канакерци: армянская девушка-пленница гордо отвергает посягательства персидского шаха Аббаса и предпочитает его сладкоречивым посулам смерть. Героический характер простого человека создан также в поэме «Пастух»: увидев последствия преступлений насильников и убийц, старый пастух оставляет свой мирный труд и вступает в борьбу со злом. Творение Варужана проникнуто эпическим духом, но при всём том это не сюжетная поэма, а скорее ряд разрозненных сценок из сельской жизни, на фоне которой и вырисовывается богатырский нрав варужановского героя.
Хотя в некоторых стихотворениях гневно оплакивается разрушение Армении, в других патриотических стихах Варужан создаёт видение будущего, вдохновленное памятью об эпохе, предшествовавшей слезливому христианству. Так стихотворение «Ваагн» обращено к древнему богу войны и мужественной отваге. Поэт взывает к Ваагну за его доблесть, призывая его помириться со своим народом-«вероотступником», обещает справедливость и свободу армянам, пострадавшим от армяно-татарских (т.е. армяно-азербайджанских) столкновений 1905—1906 годов. Этот стих тематически предвосхищает следующую работу поэта — «Языческие песни».

### «Языческие песни»
Под Крестом —

             под расписанным кровью распятьем,—

С крыл которого скорбь в мир струится, как в чашу,

Горьким сердцем искусства опла́чу опять я,

О язычников боги, гибель раннюю вашу!

Нету таинств.

             Природу же циркуль устоев

Жалит.

      Скука взирает надменно и строго.

Человек под незримой гигантской пятою —

Под пятою глухого еврейского Бога.
Ночь победы нынче, невестка моя, —

       засвети лампаду скорей.

Сын вернётся с войны в родные края, —

       засвети лампаду светлей.

Кони ржут у ворот в предутренней мгле,—

       поднеси лампаду к двери.

Сын приехал с лаврами на челе, —

       поднеси лампаду, смотри!..

На телеге тёмный плат кровяной...

       Посвети среди темноты...

Ранен прямо в сердце мой сын-герой, —

       погаси же лампаду ты.
Ещё в 1908 году Варужан писал: «Языческая жизнь изо дня в день привлекает меня. Если бы это было возможно сегодня, я бы изменил свою религию и с радостью принял бы поэтическое язычество». В сборнике «Языческие песни» (з.-арм. Հեթանոս երգեր), считающемся его главной книгой и наиболее ярким и полным выражением его таланта, художественного идеала и творческих принципов, поэт обращается к мифологическим мотивам и дохристианскому духу как к источнику национальной гордости. Книга состоит из двух разделов: «Языческие песни» и «Цветы Голгофы», которые представляют противоположные стороны. Первый раздел напоминает о XX веках того, что Варужан считал дохристианскими преимуществами. Вторая представляет неблагоприятную противоположность, многовековое порабощение армянского народа и человечества, с нищими, преследуемыми и угнетаемыми несправедливостью, к которым Варужан выражает сострадание. Сборник является вехой в армянской поэзии в целом. В армянской литературной критике книга породила бурные споры и столкновение самых разноречивых мнений.
В первом разделе Варужан оплакивает умершее вместе со старыми богами великое таинство природы, скорбит о прекрасных мечтах и стремлениях, о гармонии между человеком и миром и клеймит позором явившиеся вместе с христианским крестом лицемерие, бесчеловечную жестокость и безвозвратную утрату полноценной жизни («Изваянию красоты», «Ванатур», «Анаит», «Астхик», «Клеопатра», «Почившим богам» и др.) «О, Лалаге!», «Восточная баня», «Языческое», «О, Талита!», «Благословенна ты средь жён», «Первый грех», «Сатурналии» и другие стихи насыщены густой образностью, в своё время возбудили множество споров, в особенности имеющиеся в них натуралистические детали. Вступительное стихотворение книги «Изваянию красоты» восхваляет возвышенность искусства, божественную красоту женщин, очевидную даже в мраморной каменной статуе, созерцание которой делает достойным «чтобы мужчина страдал, не будучи в силах её коснуться». Подобно другим армянским поэтам, реанимировавшим это чувство физической жизненной силы, Варужан также писал стихи изысканной чувственности. Его стихотворение «Восточная баня», считавшееся его лучшим, было отходом от скромности, с которой к женщинам обращались в армянской литературе, и представило яркое сексуальное изображение женской фигуры. Ширванзаде нападал на «Языческие песни» (в частности, на стихотворение «О, Лалаге!») как на порнографию, но на помощь Варужану пришли многочисленные коллеги и критики. В невинном восторге поэт воспевает страсть, чувственные ощущения и красоту женского тела, временами в несколько наводящей на размышления обстановке. Именно концепция плодородия и круговорота жизни, неразрывное смешение удовольствия и боли придают циклу мнимую атмосферу эротизма. Это явно не порнография, хотя в одном или двух случаях Варужан воспевает эрос, а не агапэ.
Стихи «О, Лалаге!», «Благословенна ты средь жён», «Языческое», «Анаит», «О, Талита!», «Клеопатра» и поэма «Наложница» представляют женщин чудесами природы, дарительницами радости в любви, совершенного наслаждения тела и мгновений роскоши, силами, поднимающими температуру крови, торжествующими любовью и красотой, способными разрушить королевства и страны. Варужан пишет о женщинах как о жизнедательницах, символе плодородия и материнства. Выражения и образы Варужана искусны, красочны и несдержанны, но не похотливы.
Центральное место в «Языческих песнях» — и по объёму, и по значению — занимает историческая поэма «Наложница», в которой, как в фокусе, сосредоточены все центральные мотивы сборника. Фактический материал поэмы взят из второй книги «Истории Армении» Хоренаци, в одной из глав которой повествуется о том, как армянский князь дохристианской эпохи Трдат Багратуни похитил во время пира наложницу Назеник. И если Хоренаци видит в истории Трдата и Назеник непристойное похождение «сластолюбца», то Варужан всячески приукрашивает, идеализирует её, трактуя как образец развивающейся по естественным законам свободной языческой любви. Много места уделяет Варужан быту как средству воссоздания колорита языческой старины. Особое внимание он обращает на внешность своих героев, стремясь приукрасить их и создать гармонию наружности и души. У Хоренаци Трдат невысок и тщедушен, тогда как в поэме прекрасен, мужествен, могуч и дерзок, с очами, «подобными звездам», и этот его облик как нельзя лучше соответствует красоте Назеник. Но самое значительное отклонение от первоисточника — это финал поэмы: согласно Хоренаци, Трдат и Назеник благополучно бежали в Спер, но Варужан добавляет сцену преследования беглецов и убийства Назеник, превращая любовное приключение со счастливым исходом в трагическую историю. Бегство Трдата и Назеник толкуется в поэме как подлинно героическое деяние, как самоотверженность во имя любви и свободы от любого насилия. А неудачный побег влюбленных и гибель Назеник представлены как настоящая трагедия. Поэму «Наложница» отличает исключительная образность. Весьма подробно обрисовывая внешность героев и их поступки, Варужан создает множество скульптурных, пластически-осязаемых образов. С начала и до конца поэма развивается эпически широко и динамично. События стремительно следуют одно за другим, складываясь в подвижную, непрерывно изменяющуюся панораму (особенно это отосится к сцене погони за Трдатом и Назеник). У Варужана нет призыва вернуться к эпохе, которую он воплощает в жизнь в «Наложнице» в таких ярких красках. Намерение Варужана состояло в том, чтобы раскрыть и освободить языческую традицию, воспринимаемую им как век доблести, отваги и эстетически прекрасного, подорвать мрачные аспекты христианских догматов, которые подрезали крылья человеческому духу, и сформировать и укрепить волю к жизни.
В цикле «Цветы Голгофы», где соединяются языческие и христианские образы, особо важен для творчества Варужана в целом. Сквозной для всего цикла становится тема горя и лишений народа, равно как и поиски путей к его избавлению. Средоточие и обобщение этих мотивов можно увидеть, в частности, в стихотворении «Свет»: в образе лирического героя, идущего тернистой дорогой к источнику вечного света, воплощены мысль о нескончаемых людских страданиях и стремление к идеалу. Варужану равно доступны и поэтическая публицистика, и тончайшая лирика, сочная живопись стихом и драматические ситуации, изображаемые самыми скупыми средствами. Прекрасным образцом последнего служит стихотворение «Мерцающая лампада» (в переводе С. Шервинского — «Курящаяся лампада»), где всего в трёх четверостишиях поэт уместил полную трагизма историю — от восторженного ожидания победы до тяжкого материнского горя.
Наибольший контраст с первым разделом «Цветы Голгофы» проявляют в стихах о повседневной жизни рабочего класса, являясь горьким обвинением машинного века и его разрушительных последствий жестокой эксплуатации, нищеты, морального разложения и других проявлений человеческой деградации в уродливых, чудовищных городских центрах. Варужан считал, что индустриализация разрушает силы и тела рабочих. Он одним из первых в армянской литературе изображает жизнь пролетариата («Первое мая», «Умирающий рабочий», «Работница», «Обманутые девы», «Машины», «Перерыв»). В этих произведениях он предстаёт первым западноармянским поэтом-урбанистом. Его урбанистские образы почти всегда и конкретно-предметны, и символичны. В фокусе поэта прежде всего страдающая масса, несущая на своих плечах всю тяжесть современной жизни.

### «Песнь хлеба»
С востока к нам

Пусть мир придёт, успокоенье...

Не кровь, а пот

По рыхлым бороздам пускай течёт;

И если колокол сзывает в сельский храм —

Да будет с ним благословенье!

Пусть с запада, трудов награда,

Грядёт к нам урожай...

Луч звёздный тянется, как волос;

Пусть золотом нальётся колос.

Когда ж на склон придёт овечье стадо —

Пусть будет склон в цветах, как рай!

Пусть с севера к нам изобилье

Пожалует в село...

В пшенице рослой

Пусть серп ныряет острый.

Пусть ликованье расправляет крылья —

В амбарах от зерна белым-бело!

Пусть с юга тёплый вечер

Слетит на землю, свечи пусть зажгут...

Да будут полны мёда ульи наши;

Пьянит вино, переполняя чаши;

Когда же хлеб дымящийся внесут —

Любовь и песни выйдут пусть навстречу!
Последний сборник поэта, «Песнь хлеба» был издан посмертно в 1921 году и является интересным образцом армянской пасторальной поэзии. Буколические стихи в идиллической обстановке, сияющие красками восхода и заката и различных других часов дня, рассказывают о рутине трудолюбивых крестьян, занятых «священным» трудом по производству хлеба, отображая пластическую красоту мира и созидательный крестьянский труд. Цикл открывается обращением поэта к музе с просьбой научить его всему о хлебе, за которым следуют двадцать восемь стихотворений, перемежающихся песнями, романтически идеализирующих безмятежный, блаженный образ жизни; описывает всю историю получения муки, от вспашки земли до водяной мельницы, и считается неполным: в нём отсутствуют шесть стихотворений, которые могли бы повествовать о подаче испечённого хлеба на стол. Рукопись была конфискована (вместе со всеми его сочинениями) во время ареста Варужана турецкой полицией 24 апреля 1915 года, но сохранилась, была найдена после его убийства, выкуплена друзьями поэта за взятку (по другим сведениям, в 1919 году вдова поэта, Аракси Ташджян, подкупила армянина, работавшего на турецкие цензурные органы, и проникла в подвал, где хранились произведения, конфискованные у армянских писателей и дальнейшими взятками она спасла работы мужа) и опубликована в 1921 году. Поэт намеревался написать и вторую часть книги — «Песнь вина», но его гибель воспрепятствовала осуществлению этого замысла.
Перед читателем открываются пасторальные, идеализированные картины деревенской жизни, простой и незамысловатой. «Песнь хлеба» одушевлена глубокой заботой о настоящем и будущем народа, горячей мечтой вернуть к жизни заброшенные сады и нивы, мыслью о том, что нет на свете ничего важнее родной земли и человека труда. Варужан поэтизирует и отчасти даже идеализирует отеческие края. Рисуя панораму западноармянской деревни с её природой, бытом и трудом, Варужан сознательно не наделяет её какими бы то ни было отрицательными чертами, приметами социальной и национальной несправедливости, создавая некую пасторальную, приукрашенную действительность. Поэт стремится создать картину сельской жизни и сельского труда в их идеальном проявлении — как своеобразный синтез привлекательных сторон действительности и поэтической мечты. Это отечество в самом простом, самом драгоценном его виде. Народные выражения, употребляемые скупо, добавляют стилю цикла шарма и аутентичности. Образы наполнены светом, красками и теплом.
Жанровый характер «Песни хлеба» своеобычен. Это не сборник, а именно цикл стихотворений, неразрывно связанных друг с другом общим содержанием и композицией. Каждое из них — в цикле около трех десятков стихотворений — играет особую роль, занимает особое место. Развитие цикла обусловлено своеобразием и ходом сельскохозяйственных работ — от весенней пахоты до осенней выпечки хлеба. Каждое стихотворение посвящено какому-либо этапу работы, какому-либо эпизоду «хлебной эпопеи», от чего и зависит занимаемое им в цикле место. Так от стихотворения к стихотворению перед глазами читателя проходят пахота и сев, боронование и жатва, обмолот и другие звенья сельских работ, а цельность превращает «Песнь хлеба» в своего рода поэму. Однако, составляя единое целое, стихотворения цикла и стилистически, и структурно разнятся между собой. Есть среди них сугубо описательные, в которых образ развивается через объективное изображение природы и труда. Несколько больше стихотворений, сопрягающих образ с лирическим настроением и прямой оценкой происходящего, причём порою лирический герой — это сам автор, а порою он существенно отличается от поэта. Душа его лирического героя полна не только надежд на личное счастье, но и светлых гуманистических порывов, обращённых ко всему миру: например, стихотворение «Песня молотьбы», казалось бы описывающее «производственный процесс», завершается призывом общечеловеческого звучания: «Пусть в хижинах весело вспыхнут огни!», а в стихотворении «Благословение» («С востока к нам...») он уже придаёт своим мечтам масштабы, которые можно назвать вселенскими, — мечтает о счастье всех людей и народов.

## Оценка творчества
Акоп Ошакан писал: «Противостоять своему поколению — малая добродетель. Сопротивляться следующему — признак художественного темперамента. Сопротивляться третьему поколению — предел великого писателя. Я не побоюсь написать, что Даниэль Варужан — одно из величайших достижений нашей поэзии, если не самое величайшее».

## Влияния
В одном из писем 1906 года Варужан писал: «Для своих идей я предпочитаю Байрона и Ницше, но для своего искусства я предпочитаю Кучака». В другом письме 1908 года он писал о себе: «Два края повлияли на меня — Венеция с её Тицианом и Фландрия с её Ван-Дейком. Краскам первого и естественному реализму последнего обязан я своей палитрой».
Брюсов видел в Варужане, как и в Сиаманто, влияние французской поэзии, в частности Эмиля Верхарна, а также Вьеле-Гриффена и других французских верлибристов.
Касаемо «Языческих песен», обычно указывают на влияние Э. Верхарна, М. Метерлинка, Ригведы, богатые цвета фламандских мастеров, а также парнасской поэзии, с её акцентом на формальные и визуальные, а не эмоциональные аспекты.
Из армянских поэтов на Варужана повлиял Гевонд Алишан. На раннее творчество поэта также оказал влияние мхитаристский классицизм. Одним из самых любимых поэтов Варужана был Данте Алигьери.

## Варужан в культуре и искусстве
Личность Варужана упоминается в романе «Сады Семирамиды» Сергея Городецкого. Также упоминается в романе Франца Верфеля Сорок дней Муса-Дага.
Последние месяцы жизни Варужана, начиная с его ареста и до смерти, изображены в короткометражном фильме «Таниэл».

## Память

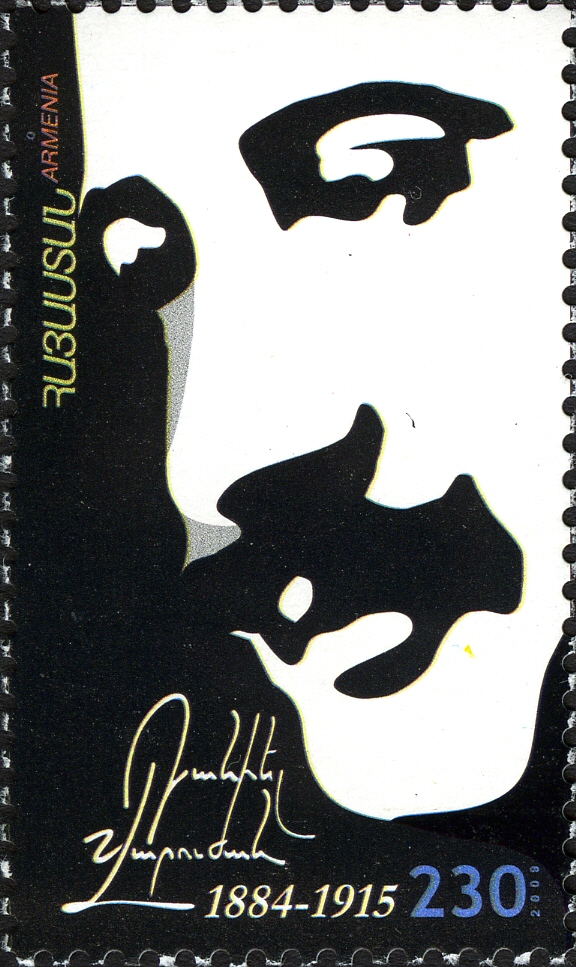
Д. Варужан на почтовой марке Армении. 2009 г.

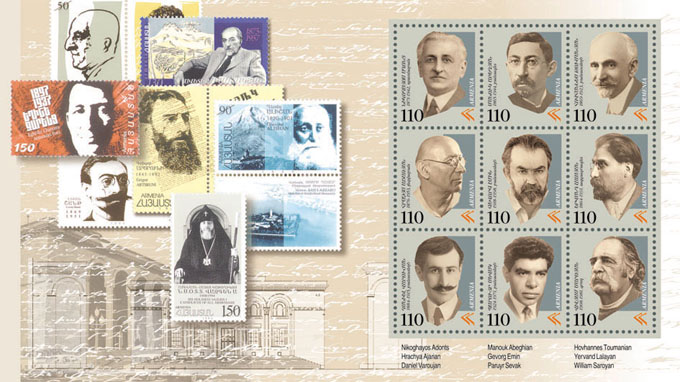
Адонц, Абегян, Туманян, Ачарян, Эмин, Лалаян, Варужан, Севак, Сароян

- В 2000 и 2009 годах были выпущены почтовые марки Армении, посвящённые Даниэлу Варужану.
- Трёхъязычная (армянский, французский и фламандский языки) мемориальная доска была открыта в 1958 году в первом зале библиотеки Гентского университета в Бельгии с именем и портртом Варужана, годами рождения и смерти (1884 и 1915) и отрывком его стихотворения «Немезида»: «О, какое мне дело до умирающей жизни, когда мечта жива, когда мечта бессмертна»[63].
- В 2009 году в Стамбуле, к 125-летию со дня рождения поэта, группа армян открыла бюст Варужана на армянском кладбище Шишли[англ.] с записанной последней строфой стихотворения «Андастан» («Благословение»)[57].

### Сочинения
- «Содрогания» (з.-арм. Սարսուռներ) (Венеция, 1906, 1927; Иерусалим, 1950)[6]
- «Погром» (Париж, 1908)[6]
- «Сердце нации»[e] (з.-арм. Ցեղին սիրտը) (Константинополь, 1909; Иерусалим, 1953)[6]
- «Языческие песни» (з.-арм. Հեթանոս երգեր) (Константинополь, 1912; Иерусалим, 1953)[6]
- «Песнь хлеба»[f] (з.-арм. Հացին երգը) (Константинополь, 1921; Иерусалим, 1950; Ереван, 1964)[6]
- «Наложница» (Ереван, 1946; Алеппо, 1946; Бейрут, 1952; Ереван, 1977)[6]

### Собрание сочинений
- Даниэл Варужан Полное собрание сочинений в 3 томах / [Редкол.: Асмарян Л. А. и др.]; АН АрмССР, Ин-т лит. им. М. Абегяна. — Ереван: Изд-во АН АрмССР, 1986. 
  - Т. 2: [Стихи / Ред. А. С. Шакурян; Примеч. Д. М. Мирзабекяна]. — Ереван: Изд-во АН АрмССР, 1986. — 448 с.; ил. В пер. — 50 000 экз.

### В переводе на русском языке
- Поэзия Армении с древнейших времен до наших дней в переводах русских поэтов, В. Я. Брюсов, М., 1916[5][64]
- Туманян О., Варужан Д., Кулебякин А., Гаш И. Джейран: [Литературный сборник]. Под редакцией Сергея Городецкого. Батуми: Батумское Армянское издательство, 1919.
- «Антология армянской поэзии с древнейших времен до наших дней» (под редакцией С. Арутюняна и В. Кирпотина, М., 1940[5][64]
- С. Шервинский, Из армянской поэзии, Ереван, 1966[5][64]
- «Из западно-армянской поэзии». Ер., 1979 (пер. А. Тер-Акопян)[5][39]
- Поэты Армении, сост. Л. Мкртчян, «Библиотека поэта», Малая серия, Л., 1979[5][39]
- Э. М. Джрбашян (авт. вступ. ст.), М. Г. Джанполадян (сост., биогр. справки, примеч.), А. С. Шарурян (сост.), Е. М. Николаевская (ред.). Армянские поэты нового времени. — Ленинград: Советский писатель, 1983. — 562 с.
- Даниэл Варужан Стихи /  Пер. с арм. Б. Окуджавы. — М.: Художественная литература, 1984. — 222 с.
- «Резня» (сб. стихов, пер. Г. Кубатьяна, изд. 1985)

### Сочинения на других языках
- Le chant du pain (Marseilles: Editions Parentheses, 1990)
- Il canto del pane (Milan: Edizioni Angelo Guerini e Associati, 1992)
- Artsivneru karavane (Erevan: «Hayastan» Hratarakchutyun, 1969)
- Banasteghtsakan erker (Antelias: Tp. Kilikioy Katoghikosutean, 1986)
- Banasteghtsutyunner (Erevan: Haypethrat, 1955)
- Dzon (Erevan: Hayastan Hratarakchutyun, 1975)
- Erker (Erevan: "Hayastan, " 1969)
- Erker (Jerusalem: "Haralez Hratarakchutiwn, " 1973)
- Erker (Erevan: «Sovetakan Grogh» Hratarakchutyun, 1984)
- Erkeri liakatar zhoghovatsu: erek hatorov (Erevan: Haykakan SSH GA Hratarakchutyun, 1986, 1987)
- Harche (Erevan: Haypethrat, 1946)
- Harche (Beirut: Tparan Etvan, 1952)
- Harche (Erevan: «Sovetakan Grogh» Hratarakchutyun, 1977)
- Hatentir (Istanbul: Grakan Akumb-Zhamanak Gortsaktsutiwn, 1994)
- Hatintirner (Istanbul: Zhamanak, 1994)
- Hatsin erge (Jerusalem: Tparan Srbots Hakobeants, 1950)
- Hatsin erge (Erevan: Haypethrat, 1964)
- Hayin erge (Constantinople: O. Arzuman, 1921)
- Hetanos erger (Ghalatia [Constantinople]: Tpagrutiwn «Shant», 1912)
- Hetanos erger (Jerusalem: Tparan Srbots Hakobeants, 1953)
- Hetanos erger; Hatsin erge: hatuatsner (Venice-S. Ghazar: Mkhitarean hratarakutiwn, 1981)
- Namagani (Erevan: Haypethrat, 1965)
- Namakani (Erevan: Hayastan hrtrkchtn, 1965)
- Poemes Varoujean (Beirut: Impr. Hamaskaine, 1972)
- Sarsowrhner ([Jerusalem:] Srbots Hakobeants, 1950)
- Sarsurner; Tseghin sirte: hatuatsner (Venice-S. Ghazar: Mkhitarean hratarakutiwn, 1981)
- Tseghin sirte (Constantinople: Hratarakutiwn Artsiw Zogh. Gravacharanotsi, 1909)
- Tseghin sirte (Jerusalem: Tparan Srbots Hakobeants, 1953)
- Varoujean: poems (Beirut: Impr. Hamaskaine, n.d.)

### Комментарии
1. ↑  Встречаются также написания Даниель Варужан[2] и Даниел Варужан[3][4].
2. ↑  Встречаются также написания Чпугкярян[4] и Чупукгрян[5]. Согласно некоторым источникам имя поэта при рождении — Варужа́н Чубуккаря́н[6][7] (з.-арм. Վարուժան Չպուքքարեան).
3. ↑  Согласно одним источникам, там он был немедленно казнён[32].
4. ↑  Стихотворение навеяно народной эпической песней, посвященной рождению Ваагна, записанной армянским историком V века Мовсесом Хоренаци и приведённой в его «Истории Армении»: Небеса и Земля были в муках родин,

Морей багрянец был в страдании родин,

Из воды возник алый тростник,

Из горла его дым возник,

Из горла его пламень возник,

Из того огня младенец возник,

И были его власы из огня,

Была его брада из огня,

И, как солнце, был прекрасен лик.Перевод В. Брюсова
5. 1 2  Также «Сердце племени»[3][4].
6. 1 2  Также «Песня хлеба»[3][4].